# 에이전트 화이트
에이전트 화이트(Agent White)는 베트남 전쟁 기간 랜치 핸드 작전에서 미군에 의해 사용된 강력한 제초제와 고엽제의 암호명이다. 이 이름은 내용물을 구분하기 위해 용기 주변에 두른 자주색 띠에서 온 것이다. 소위 악명높은 에이전트 오렌지와 함께 무지개 제초제라고 불리는 것 중의 하나이다.

## 개요
에이전트 화이트는 2,4-D와 피클로램 (토르돈 101로 알려짐)을 4 : 1로 혼합한 물질이다. 악명 높은 에이전트 오렌지와는 달리, 에이전트 화이트는 2,4,5-트리클로로페녹시아세트산 (2,4,5-T)을 포함하고 있는 고엽제에 오염되어 있는 다이옥신을 포함하지 않았다. 그러나 피클로램은 헥사클로로벤젠(HCB)과 나이트로사민에 오염되어 있으며, 모두 발암물질로 알려져 있다. 에이전트 화이트는 다우 케미컬 사의 독점 제품이다. 1985년경 다우 케미컬은 두 개의 오염물질을 극히 줄인 이후 피클로램을 재입증할 수 밖에 없었다.
에이전트 화이트는 에이전트 오렌지가 사용이 금지된 1970년 이후 몇 개월 동안 사용되었다. 약 540만 갤런(205만 리터)의 에이전트 화이트가 1966년과 1971년 사이에 사용되었다. 게다가 미군은 미국 이외에 1960년대 푸에르토리코에서도 에이전트 화이트와 토르돈 101, 그리고 피클로램을 다방면에서 실험하였다.

## 같이 보기
- 랜치 핸드 작전
- 고엽제